# Approximationssatz von Carleman
Der Approximationssatz von Carleman ist ein mathematischer Lehrsatz, welcher im Übergangsfeld zwischen den Gebieten Funktionentheorie und Funktionalanalysis angesiedelt ist und der auf eine Arbeit des Mathematikers Torsten Carleman aus dem Jahr 1927 zurückgeht. Er kann als Verallgemeinerung des klassischen Approximationssatzes von Weierstraß angesehen werden, wobei im Unterschied zum weierstraßschen der carlemansche Approximationssatz die Approximation von gewissen stetigen Funktionen durch ganze Funktionen statt der durch Polynomfunktionen thematisiert. Er ist eng verwandt mit dem rungeschen Approximationssatz, auf den Carleman in seinem Originalbeweis zurückgriff. Im Jahre 1955 zeigte Wilfred Kaplan, dass durch Rückgriff auf den Satz von Mergelyan ein erheblich einfacherer Beweis besteht. Der Approximationssatz von Carleman zog eine Anzahl von weitergehenden Untersuchungen nach sich.

## Formulierung des Approximationssatzes
Er lässt sich angeben wie folgt:
Auf der reellen Zahlengerade {\displaystyle \mathbb {R} } seien zwei beliebige stetige Funktionen {\displaystyle f\colon \mathbb {R} \to \mathbb {C} } und {\displaystyle \epsilon \colon \mathbb {R} \to \mathbb {R} ^{>0}} gegeben.
Dann existiert auf der komplexen Zahlenebene {\displaystyle \mathbb {C} } stets eine holomorphe Funktion {\displaystyle g\colon \mathbb {C} \to \mathbb {C} } derart, dass für jedes {\displaystyle x\in \mathbb {R} } stets die Ungleichung
{\displaystyle |f(x)-g(x)|<\epsilon (x)}
erfüllt ist.